# 나루토정 (지바현)
나루토정(成東町)은 지바현 산부군에 있던 정이다.
2006년 3월 27일에 산부정, 마쓰오정, 하스누마촌과 합병, 시로 승격해 산무시가 되었기 때문에 소멸하였다.

## 역사
- 1889년 4월 1일 - 정촌제 시행에 수반해 무사군 나루토정, 오토미촌, 난고촌, 미도리미촌이 성립하였다.
- 1897년 4월 1일 - 무사군, 산부군과 합병해 산부군이 되었다.
- 1954년 10월 1일 - 오토미촌, 난고촌과 신설합병해, 나루토정이 새롭게 성립하였다.
- 1955년 3월 31일 - 나루하마촌의 일부 지역을 편입하였다.
- 1955년 7월 1일 - 미도리미촌을 편입하였다.
- 1970년 11월 20일 - 데라사키 지역에서 산사태가 발생. 민가 한 채가 짓눌려 1명이 사망하였다.
- 2006년 3월 20일 - 산부정, 마쓰오정, 하스누마촌과 합병해 산무시가 되었다.

## 교통

### 철도
- 동일본 여객철도
  - 소부 본선
  - 도가네선

## 교통

### 도로
일반국도
- - 국도 제126호선

주요 지방도
- 지바현도 제30호선
- 지바현도 제76호선
- 지바현도 제112호선
- 지바현도 제118호선
- 지바현도 제121호선
- 지바현도 제122호선
- 지바현도 제124호선